# Сокол (скафандр)
«Со́кол» — советский и российский аварийно-спасательный космический скафандр. Служит для дополнительной страховки и защиты космонавтов на борту космического корабля «Союз» во время его взлёта и посадки, а также стыковки и расстыковки. Новейшая модификация — «Сокол-М» — будет использоваться космонавтами на корабле «Орёл».
- Используется с 1973 года, имеется несколько модификаций.
- Производитель — НПП «Звезда».

## Назначение
Этот скафандр является защитным, так как он предназначен для спасения космонавтов в случае разгерметизации космического корабля. В этом он схож с американским скафандром ACES, который носили астронавты при взлёте и посадке «Шаттла».
Скафандр «Сокол» не предназначен для выхода в открытый космос, но выдерживает эти условия. Скафандр рассчитан на пребывание в вакууме до 125 минут, что обусловлено малым бортовым запасом кислорода и ограничениями по тепловому режиму. В случае разгерметизации кабины посадка должна быть произведена в течение этого времени.

## Модификации

### Сокол-КВ2
«Сокол-КВ2» — действующая модификация аварийно-спасательных скафандров для экипажа корабля «Союз». Впервые был использован 5 июня 1980 года в миссии «Союз Т-2».

### Сокол-М
«Сокол-М» — многоразовый аварийно-спасательный скафандр для экипажа пилотируемого корабля «Орёл», который планируется использовать минимум 10 раз. В скафандре реализован новый принцип соединения — жесткое кольцо, разделяющее верхнюю и нижнюю части скафандра. В скафандре используется герметичная молния, поэтому надеть его можно будет в два раза быстрей, чем скафандр существующей модификации (примерно за две с половиной минуты вместо прежних пяти). Кроме того, у нового скафандра будет возможность регулировки под разные параметры тела космонавта, в отличие от модификации — «Сокол-КВ2» — которые шьются индивидуально под каждого космонавта. Скафандр будет изготавливаться с применением иностранных комплектующих (полиуретановые пленки, гермомолнии), иначе он не получится многоразовым. Скафандр возможно разработать полностью из российских комплектующих, однако в этом случае он будет рассчитан не на 10, а на один-два полета (резина российского производства быстро стареет и истирается, гермомолнии не производятся вовсе), и не будет обладать возможностью регулировки для разных по росту космонавтов. Скафандр был впервые представлен публике на авиасалоне МАКС-2019.
- 27 марта 2019 года главный конструктор НПП «Звезда» Сергей Поздняков сообщил СМИ, что прототип аварийно-спасательный скафандра нового поколения был изготовлен однослойным и состоящим из армированной пленки, однако он получился не слишком удачным. В связи с этим конструкторы решили вернуться к используемой сейчас схеме из двух оболочек скафандра — герметичной и силовой[5].

- По состоянию на август 2019 года начинаются конструкторско-доводочные испытания скафандра. В настоящее время изготовлен один образец этого скафандра; на нем были отработаны технология сочетания полиуретановой оболочки с силовой и мягкие шарниры.

- 9 октября 2019 года генеральный директор НПП «Звезда» Сергей Поздняков сообщил СМИ, что предприятие отложило старт конструкторско-доводочных испытаний «Сокол-М», поскольку разработчики после ряда примерок пришли к выводу упростить вход в скафандр и сделать его спереди более традиционным: теперь молния в скафандре расположена не вокруг пояса, а уходит по диагонали от плеча в пах. По словам Позднякова, доработка скафандра не связана с попыткой восстановить традицию, заложенную еще Юрием Гагариным, когда космонавты мочатся на колесо автобуса по дороге на стартовую площадку. Кроме того, уже создан макет доработанной версии, в настоящее время создается оболочка, которую можно будет надувать. Конструкторско-доводочные испытания скафандра могут начаться через месяц[6].

- 20 июля 2021 года на авиасалоне МАКС-2021 был продемонстрирован прототип скафандра «Сокол-М»: в нем реализован новый принцип соединения — жесткое кольцо, которое разделяет верхнюю и нижнюю части космического костюма. На МАКС-2019 демонстрировалась версия скафандра, в которой использовалась герметичная молния, генеральный директор-генеральный конструктор НПП «Звезда» Сергей Поздняков сообщил, что конструкторы пришли к выводу, что такая конструкция не обеспечивает необходимой надежности скафандра[7].